# Vladimir Vertlib

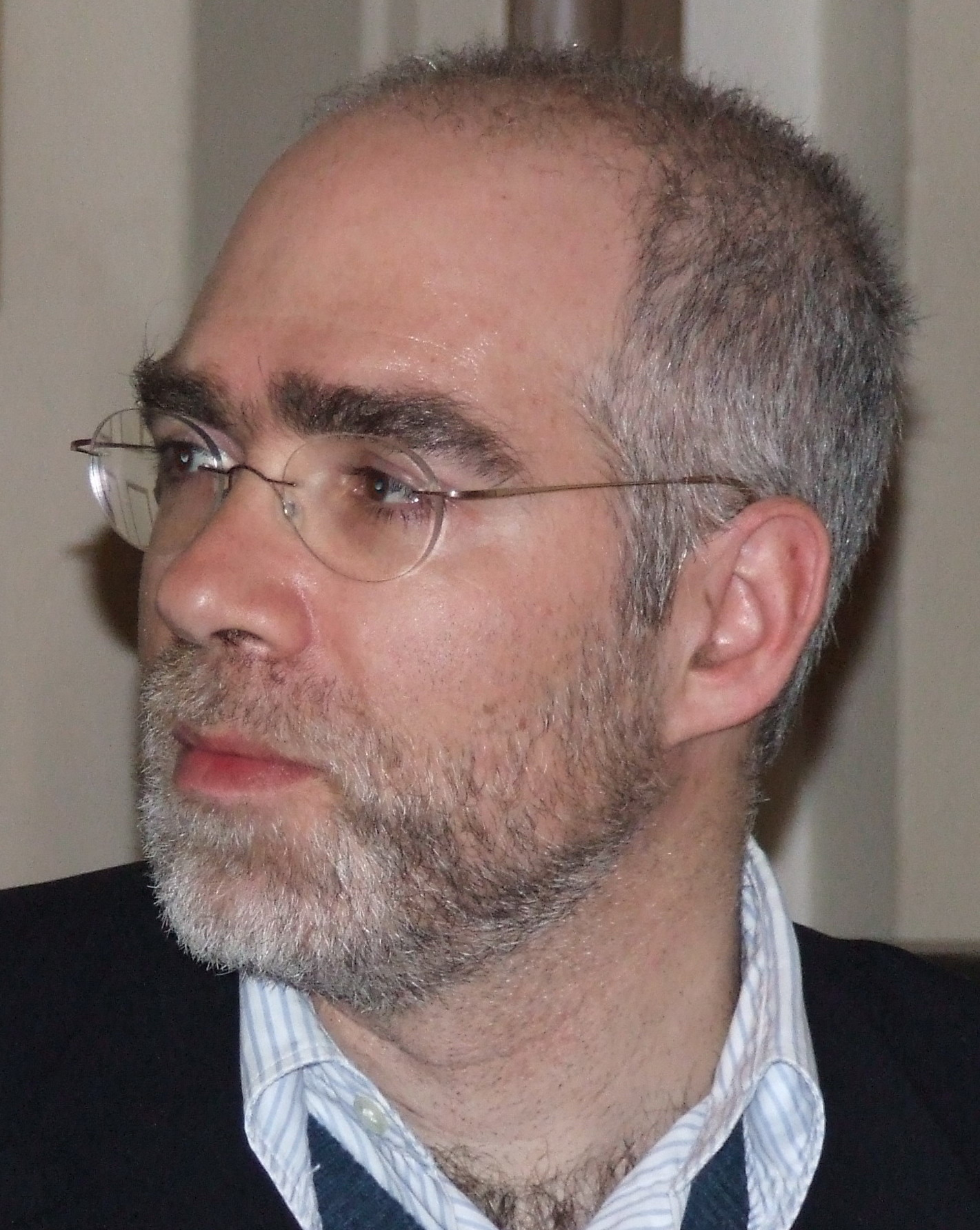
Vladimir Vertlib, foto de Wolfgang Kubizek

Vladimir Vertlib, nació el 2 de julio de 1966 en Leningrado, Rusia. Posteriormente, emigraría a Austria donde pasaría a desarrollar su carrera como escritor. Sus obras, que giran en torno a los temas de la migración, el judaísmo y la identidad, han sido traducidas al ruso, checo, esloveno, italiano y español .

## Vida
Vladimir Vertlib nació el 2 de julio de 1966 en Leningrado, URSS (conocida actualmente como San Petersburgo, Rusia). A los 5 años, En 1971, Vladimir emigró con sus padres a Israel. Su permanencia allí fue poco duradera, en 1972, la odisea migratoria de la familia continuó con un traslado a Austria, seguido de una breve estancia en Italia antes de regresar de nuevo a Austria. En 1975, la familia se mudó durante un tiempo a los Países Bajos y luego de vuelta a Israel, por último, y ya entrando en 1976, tras una estancia en Roma, regresaron a Viena . En 1980, Vertlib y sus padres emigraron a los Estados Unidos de América; sin embargo, la detención seguida de la deportación de la familia en 1981 por parte de los EE. UU. les condujo a establecerse finalmente en Viena. Vladimir Vertlib se convirtió en ciudadano austriaco en 1986.
Vertlib estudió economía en la Universidad de Viena entre 1984 y 1989 y, posteriormente, encontró empleo como autónomo para la agencia de prensa japonesa "Kyodo News Service". También trabajó como estadista en Donau Versicherungs AG y como analista en Österreichische Kontrollbank AG. En 1990, como alternativa al servicio militar obligatorio en Austria, completó su servicio civil en una guardería geriátrica. Desde 1993, ha dedicado su trabajo a desarrollarse como escritor independiente, científico social y traductor en Salzburgo y Viena.

## Carrera literaria
Sus dos primeras novelas, Abschiebung (1995) y Zwischenstationen (1999), abordan la experiencia parcialmente autobiográfica del exilio, contando las historias de familias que emigran de la Unión Soviética a otros países. Al igual que en el caso de Vertlib, en Zwischenstationen la familia se desplaza de Israel a Italia, y luego a Austria, Holanda y Estados Unidos, antes de establecerse en Viena. Contada desde el punto de vista de un niño, la novela refleja la experiencia personal de Vertlib con la emigración: como nació en Austria, pero no es austriaco, basó la historia en sus propios sentimientos como niño emigrante. La novela de Vertlib, Schimons Schweigen (2012), fue el último episodio de la trilogía no oficial que gira en torno a la identidad de los inmigrantes y a la aceptación de su propia odisea. El protagonista, un autor austriaco, viaja a Israel con la intención de resolver el misterio de por qué su padre y su amigo Schimon dejaron de comunicarse durante 30 años. La novela aborda el tema del desplazamiento y la identidad comprometida que experimenta el protagonista cuando se encuentra fuera de su tierra natal como resultado de los viajes entre Israel y la Unión Soviética.
La particular memoria de Rosa Masur (2001) (Editorial Impedimenta, 2022), cuenta la vida de una mujer judía de 92 años que emigró de Leningrado a Alemania, abarcando toda la historia del siglo XX en Rusia y centrándose en tres temas principales: antisemitismo, comunismo y guerra. Asimismo, la antología Mein erster Mörder. Lebensgeschichten. (2006) contiene historias de vida y describe el transcurso del siglo XX. En este caso, los personajes que aparecen a lo largo de tres historias son personas desplazadas que luchan por sobrevivir a las catástrofes del nuevo siglo. En Am Morgen des zwölften Tages (2009), se narra la historia de amor de una mujer alemana y un hombre musulmán describiendo la complicada relación entre Oriente y Occidente, y entre las tres corrientes religiosas predominantes cristianismo, el judaísmo y el islam.
La novela más reciente de Vertlib, Lucia Binar und die russische Seele (2015), presenta a una mujer de 83 años y a un joven estudiante que se embarcan en un viaje por Viena, tratando de localizar a un empleado de un locutorio. En el transcurso de su viaje, conocen a varias personas pintorescas, experimentan fenómenos extraños de la sociedad austriaca y aprenden sobre las problemáticas y condiciones sociales y políticas de Rusia.
En 1995 pasó a formar parte del consejo de redacción de la revista literaria vienesa Mit der Ziehharmonika, que en 2000 se convirtió en Zwischenwelt - Zeitschrift für Literatur des Exils und des Widerstands. Vertlib ha publicado de forma continuada, tanto relatos como artículos, ensayos, reportajes y reseñas para diferentes periódicos y revistas alemanes y austriacos. Entre ellos, Die Presse (Spectrum), Wiener Zeitung (Extra), FAZ y Jüdische Allgemeine, así como en publicaciones más periódicas como Wochen Zeitung Zürich, Literatur und Kritik y SALZ. 
Participó en el Klagenfurter Literaturkurs 1998 (Foro Internacional para jóvenes escritores) y en el Festival de Literatura en Lengua Alemana, 1999, en Klagenfurt. En 2006 recibió la cátedra de poética Dresdner Chamisso, en 2007 escribió el libreto de un oratorio de Wolfgang R. Kubizek y en 2012-13 trabajó como profesor en el Instituto de Artes del Lenguaje de la Universidad de Artes Aplicadas de Viena.

## Temas principales
La mayor parte de las obras de Vertlib están basadas en su experiencia autobiográfica de la emigración y, por tanto, tratan los temas de la identidad, el hogar y el trauma del "desarraigo". Ha declarado que, debido a la emigración, experimentó una infancia y una juventud perturbadas. El proceso de escritura le ayudó a lidiar con los problemas del desplazamiento y el sentido de pertenencia comprometido, que son paralelos en las vidas de sus personajes. Su propia identidad no es fácil de definir, lo que resulta evidente en las reseñas que lo califican como "un ruso que vive en Austria", "un escritor ruso", "un escritor judío-alemán de ascendencia rusa", etc. En última instancia, la negociación de la identidad es una parte importante de la obra de Vertlib.
Además, las obras de Vertlib tratan sobre el judaísmo y la experiencia de ser un emigrante judío, captando la historia colectiva de los judíos rusos del siglo XX a través de las historias de personajes individuales. Estos ejemplos -compuestos en parte por experiencias reales y otras ficticias- pretenden reflejar los propios sentimientos y experiencias del lector.
La cultura aparece como otro de los temas principales de las obras de Vertlib. Afirmando que ha interiorizado la cultura rusa, judía y austriaca, encontró su identidad en un espacio entre las culturas. Desde la perspectiva de Edward Said, las obras de Vertlib muestran que las culturas pueden estar separadas por circunstancias sociales y políticas, pero no son antagónicas en sí mismas.

## Estilo literario
La escritura de Vertlib ha sido descrita como sofisticada y provocativa, con una elaborada estructura narrativa. Su lenguaje prosaico y preciso está cargado de ironía y describe experiencias tragicómicas. Ha declarado que, para él, encontrar humor en la tragedia tiene un efecto aliviador, lo que indica la importancia de la ironía en su obra. Los críticos han elogiado las obras de Vertlib por ser emocionantes y entretenidas, y lo han comparado con autores notables como John Irving, Joseph Roth e Isaak Singer.

## Premios y nominaciones
- 2000 Österreichischer Förderungspreis für Literatur[3]
- 2001 Förderpreis zum Adelbert-von-Chamisso-Preis[24]
- 2001 Anton-Wildgans-Preis[3]
- 2006 Dresdner Chamisso-Poetikdozentur[3]
- Premio de Literatura Adei-Wizo 2012 Adelina Della Pergola por Zwischenstationen [25]
- 2015 Preselección del German Book Award para Lucia Binar und die russische Seele [26]

## Obras